# Emesis fatimella
Emesis fatimella is een vlindersoort uit de familie van de prachtvlinders (Riodinidae), onderfamilie Riodininae.
Emesis fatimella werd in 1851 beschreven door Westwood.